# جیم بولگر
جیم بولگر (انگلیسی: Jim Bolger؛ زادهٔ ۳۱ مهٔ ۱۹۳۵) یک سیاست‌مدار و کشاورز اهل نیوزیلند است. وی از نوامبر ۱۹۹۰ تا دسامبر ۱۹۹۷ نخست‌وزیر این کشور بود.